# Definición Pre-Sudamericana 2009 (Chile)
La definición Pre-Sudamericana 2009 fue una competición de fútbol de Chile, jugada en ese año, consistente en un partido clasificatorio para la Copa Sudamericana 2009.
Su organización estuvo a cargo de la Asociación Nacional de Fútbol Profesional (ANFP) y en ella tuvieron derecho a participar el equipo que obtuvo el segundo lugar de la fase clasificatoria del Torneo de Apertura 2009 y el equipo campeón de la Copa Chile 2008/Verano 2009; es decir, Universidad de Chile y Universidad de Concepción, respectivamente.
Disputada como partido único y en cancha neutral, la definición la ganó Universidad de Chile por 3-1, clasificando así a la edición 2009 de la Copa Sudamericana, en calidad de «Chile 2».

## Equipos participantes
| Equipo                    | Calidad                                                        |
| ------------------------- | -------------------------------------------------------------- |
| Universidad de Chile      | 2º lugar de la fase clasificatoria del Torneo de Apertura 2009 |
| Universidad de Concepción | Campeón de la Copa Chile 2008/Verano 2009                      |

## Detalles
El partido, disputado el 16 de julio de 2009 en el Estadio Francisco Sánchez Rumoroso de Coquimbo, lo ganó Universidad de Chile por 3-1, clasificando así a la Copa Sudamericana 2009 como «Chile 2».
El cotejo fue transmitido en directo por Televisión Nacional de Chile y CDF Premium.
| 1          | Guardameta     | Miguel Pinto        |       |
| 22         | Defensa        | José Contreras      |       |
| 5          | Defensa        | Osvaldo González    |       |
| 19         | Defensa        | Rafael Olarra       |       |
| 6          | Defensa        | Mauricio Arias      |       |
| 11         | Centrocampista | Emilio Hernández    | 72'   |
| 17         | Centrocampista | Rodrigo Jara        |       |
| 27         | Centrocampista | Felipe Seymour      |       |
| 10         | Centrocampista | Walter Montillo     | 90+2' |
| 9          | Delantero      | Juan Manuel Olivera |       |
| 8          | Delantero      | Manuel Villalobos   | 55'   |
| Entrenador | Entrenador     | José Basualdo       |       |

| 22         | Guardameta     | Federico Elduayen      |     |
| 3          | Defensa        | Claudio Muñoz          |     |
| 23         | Defensa        | Fernando Solís         |     |
| 13         | Defensa        | Felipe Muñoz           |     |
| 4          | Centrocampista | Lisandro Henríquez     | 63' |
| 5          | Centrocampista | Daniel Pereira         |     |
| 24         | Centrocampista | Fernando Giménez       | 75' |
| 10         | Centrocampista | Gustavo Lorenzetti     |     |
| 9          | Delantero      | Gabriel Vargas         |     |
| 8          | Delantero      | Julio César Laffatigue |     |
| 11         | Delantero      | Pedro Muñoz            | 45' |
| Entrenador | Entrenador     | Jorge Pellicer         |     |

| 18 | Delantero      | Edson Puch      | 55'   |
| 28 | Centrocampista | Ángel Rojas     | 72'   |
| 24 | Centrocampista | Miguel Coronado | 90+2' |

| 6  | Defensa        | Mauricio Aros | 45' |
| 15 | Centrocampista | Michael Lepe  | 63' |
| 25 | Delantero      | Otelo Ocampos | 75' |

|  | 34'   | Juan Manuel Olivera | 1–1 |
|  | 59'   | Juan Manuel Olivera | 2–1 |
|  | 90+1' | Ángel Rojas         | 3–1 |

|  | 31' | Gabriel Vargas | 0–1 |

| Amonestado | 65'   | Rodrigo Jara   |  |
| Amonestado | 79'   | Rafael Olarra  |  |
| Amonestado | 85'   | Mauricio Arias |  |
| Amonestado | 90+2' | Ángel Rojas    |  |

| Amonestado | 16' | Felipe Muñoz           |  |
| Amonestado | 43' | Gustavo Lorenzetti     |  |
| Amonestado | 61' | Julio César Laffatigue |  |
| Amonestado | 72' | Daniel Pereira         |  |

| Árbitro             | Claudio Puga       |
| Árbitros asistentes | Julio Díaz         |
| Árbitros asistentes | Francisco Maturana |

| 1          | Guardameta     | Miguel Pinto        |       |
| 22         | Defensa        | José Contreras      |       |
| 5          | Defensa        | Osvaldo González    |       |
| 19         | Defensa        | Rafael Olarra       |       |
| 6          | Defensa        | Mauricio Arias      |       |
| 11         | Centrocampista | Emilio Hernández    | 72'   |
| 17         | Centrocampista | Rodrigo Jara        |       |
| 27         | Centrocampista | Felipe Seymour      |       |
| 10         | Centrocampista | Walter Montillo     | 90+2' |
| 9          | Delantero      | Juan Manuel Olivera |       |
| 8          | Delantero      | Manuel Villalobos   | 55'   |
| Entrenador | Entrenador     | José Basualdo       |       |

| 22         | Guardameta     | Federico Elduayen      |     |
| 3          | Defensa        | Claudio Muñoz          |     |
| 23         | Defensa        | Fernando Solís         |     |
| 13         | Defensa        | Felipe Muñoz           |     |
| 4          | Centrocampista | Lisandro Henríquez     | 63' |
| 5          | Centrocampista | Daniel Pereira         |     |
| 24         | Centrocampista | Fernando Giménez       | 75' |
| 10         | Centrocampista | Gustavo Lorenzetti     |     |
| 9          | Delantero      | Gabriel Vargas         |     |
| 8          | Delantero      | Julio César Laffatigue |     |
| 11         | Delantero      | Pedro Muñoz            | 45' |
| Entrenador | Entrenador     | Jorge Pellicer         |     |

| 18 | Delantero      | Edson Puch      | 55'   |
| 28 | Centrocampista | Ángel Rojas     | 72'   |
| 24 | Centrocampista | Miguel Coronado | 90+2' |

| 6  | Defensa        | Mauricio Aros | 45' |
| 15 | Centrocampista | Michael Lepe  | 63' |
| 25 | Delantero      | Otelo Ocampos | 75' |

|  | 34'   | Juan Manuel Olivera | 1–1 |
|  | 59'   | Juan Manuel Olivera | 2–1 |
|  | 90+1' | Ángel Rojas         | 3–1 |

|  | 31' | Gabriel Vargas | 0–1 |

| Amonestado | 65'   | Rodrigo Jara   |  |
| Amonestado | 79'   | Rafael Olarra  |  |
| Amonestado | 85'   | Mauricio Arias |  |
| Amonestado | 90+2' | Ángel Rojas    |  |

| Amonestado | 16' | Felipe Muñoz           |  |
| Amonestado | 43' | Gustavo Lorenzetti     |  |
| Amonestado | 61' | Julio César Laffatigue |  |
| Amonestado | 72' | Daniel Pereira         |  |

| Árbitro             | Claudio Puga       |
| Árbitros asistentes | Julio Díaz         |
| Árbitros asistentes | Francisco Maturana |

## Ganador
| Universidad de Chile                                                        |
| Universidad de Chile Clasificado a la Copa Sudamericana 2009 como «Chile 2» |